# Coleen Rooney
Coleen Mary McLoughlin Rooney (Liverpool, 3 aprile 1986) è un personaggio televisivo inglese, moglie del calciatore britannico Wayne Rooney.

## Biografia
Coleen Mary McLoughlin è nata da Tony McLoughlin, muratore che gestiva un club di boxe, e sua moglie Colette. I McLoughlins hanno origini irlandesi, e Coleen è la maggiore di quattro figli, seguita dai fratelli Joe e Anthony e dalla sorella Rosie. Viveva a Croxteth, un sobborgo di Liverpool, e ha incontrato Wayne Rooney quando aveva 12 anni.
Il matrimonio con il calciatore ha avuto luogo a Rapallo, in Italia, il 12 giugno 2008. La coppia ha tre figli, Kai Wayne, nato il 2 novembre 2009, Klay Anthony Rooney, nato il 21 maggio 2013, e Kit Joseph Rooney, nato il 24 gennaio 2016.

## Carriera
Coleen Rooney curava una rubrica sulla rivista Closer intitolata Welcome to My World, attività che ha interrotto nel 2008, per poter scrivere sulla rivista OK! dove si occupava di stile e tendenze. Nel maggio 2006 ha affiancato Trevor McDonald nella conduzione della trasmissione Tonight with Trevor McDonald in una puntata in cui si parlava della sindrome di Rett, disturbo da cui è affetta la sorella più piccola. Nel 2008 le è stata affidata la conduzione di un suo show intitolato Coleen's Real Women in onda su ITV.
Ha condotto gli ELLE Style awards e lei stessa ha vinto il riconoscimento come "donna più elegante" durante la manifestazione organizzata da Topshop, Ariel high street fashion award. Coleen Rooney è stata scelta come testimonial delle campagne pubblicitarie di LG Electronics, di Nike Women Sportswear e di Asda. Ha ottenuto un contratto di due milioni di dollari con Harper Collins per scrivere un manuale sullo stile e un altro 150.000 dollari per un documentario sulla sua vita intitolato Coleen's Mimsy.
Coleen Rooney ha pubblicato un DVD di esercizi ginnici sul mercato britannico, intitolato Coleen McLoughlin's Brand New Body Workout, che è diventato un bestseller. Nel marzo 2007 è stata pubblicata l'autobiografia della donna intitolata Welcome to My World. La Rooney è anche comparsa sull'edizione britannica di Vogue.